# Golobičja kolobarnica
Golobičja kolobarnica (znanstveno ime Tricholoma columbetta) je gliva iz rodu kolobarnic (Tricholoma).

## Značilnosti
Klobuk ima v premeru od 5 do 10 cm, mlad je stožčast, kasneje ploščat, s široko topo grbico. Rob je sprva zavihan, kasneje oster, valovit in na koncu zakrivljen. Površina je svilnato sijoča, radialno vlaknasta in v vlažnih razmerah lepljiva. Je belkasta, pogosto z oker, zelenkastimi ali rdečkastimi lisami.
Lističi so najprej ozki in gosti, kasneje široki, z nepravilno nazobčanimi robovi. So belkaste do belkasto smetanaste barve.
Bet je valjast, zožen v dnišču in visok od 5 do 10 cm in širok do 3 cm. Je belkast in ima pgosto v dnišču modrozelene lise.
Meso je sočno, kompaktno, belkasto. Ima nejasen zemeljsko-mokast vonj in rahlo mokast okus.

## Razširjenost in življenjski prostor
Razširjena je v Evropi in vzhodnem delu Severne Amerike.
Je mikorizna gliva. Pojavlja se razpršeno od avgusta do oktobra v svetlih listnatih gozdovih pod bukvami, brezami ali hrasti, na tleh, ki so revna s kalcijem, vendar ne preveč kisla.

## Mikroskopske značilnosti
Trosni odtis je bele barve. Trosi so jajčasti, gladki, z eno oljno kapljico in merijo 5,5–7 x 4–5,5 μm.

## Podobne vrste
- bela kolobarnica (Tricholoma album) je brez izrazitih barvnih lis na klobuku in ima rahlo pekoč okus in neprijeten vonj po plinu
- neprijetna kolobarnica (Tricholoma inamoenum) ima neprijeten vonj po svetilnem plinu in raste v iglastih gozdovih
- pomladanska mušnica (Amanita verna) ima obroček na betu
- koničasta mušnica (Amanita virosa) ima obroček na betu

## Uporabnost
Užitna.